# Hans Weinberger
Johann (Hans) Weinberger (* 26. November 1898 in Weiden in der Oberpfalz; † 3. August 1976 in München) war ein deutscher Sozial- und Jugendpolitiker und nach 1945 im Freistaat Bayern tätig.

## Biografie

### Ausbildung und Beruf
Weinberger wuchs in einem Waisenhaus in Weiden in der Oberpfalz auf. Nach einer kaufmännischen Ausbildung absolvierte er in Berlin als Stipendiat der Stadt Nürnberg ein Studium an der Deutschen Hochschule für Politik. Sein Studium beendete Weinberger mit einem Staatsexamen als Sozialfürsorger. Nach der Gründung der sozialdemokratischen Reichsarbeitsgemeinschaft der Kinderfreunde (RAG) übernahm er deren Geschäftsführung. Infolge des Verbots der RAG nach der Machtergreifung der Nationalsozialisten wurde Weinberger 1933 arbeitslos. Durch seine intensiv vernetzten Kontakte konnte er eine berufliche Tätigkeit als Vertriebsleiter bei der Wochenzeitschrift Blick in die Zeit finden, die dann 1935 ebenfalls verboten wurde. Weinberger engagierte sich im Widerstand gegen das NS-Regime. Mitte Juni 1938 nahm die Gestapo ihn fest. Er kam in Untersuchungshaft. Da ihm keine konkreten politischen Straftaten nachzuweisen waren, wurde Weinberger Ende November 1938 aus der Haft entlassen.
Nach dem Zweiten Weltkrieg war Hans Weinberger von 1945 bis 1966 im Landesjugendamt des Freistaates Bayern tätig.

### Arbeiterwohlfahrt
Als Landesvorsitzender der Arbeiterwohlfahrt (AWO) von 1948 bis 1969 beteiligte er sich maßgeblich am Aufbau der sozialdemokratischen Wohlfahrtsorganisation. Unter seiner Führung entstanden zahlreiche Jugendwohnheime. Schon 1962 initiierte er  einen bayerischen Landesplan für Altenhilfe. Von 1952 bis 1957 und von 1964 bis 1969 gehörte Weinberger als Vertreter der AWO dem Bayerischen Senat an.

### Ehrungen
- Die Marie-Juchacz-Plakette der Arbeiterwohlfahrt wurde ihm 1971 verliehen.
- Seinen Namen trägt die Hans-Weinberger-Akademie nach einer Idee von Bertold Kamm (1926–2016), dem damaligen Vorsitzenden der AWO-Landesorganisation Bayern. Die Akademie wurde 1981 von der AWO als eine Einrichtung zur Ausbildung, Fortbildung und Weiterbildung gegründet.

## Herausgeber
- Kinderland 1930, 1931, 1932, 1933. Das Jahrbuch für Arbeiterkinder in Stadt und Land. Gemeinsam mit Mimi Weinberger. Berlin, Vorwärts, 1930–1933.
- Das Laienspiel. Anleitung und Anregungen. Bollwerk-Verlag Karl Drott, Offenbach am 1946.
- Alle singen. Eine Liedertextsammlung. Verlag Das Volk, München um 1948.
- Kinderland 1949. Das Jahrbuch für Kinder in Stadt und Land. Gemeinsam mit Mimi Weinberger. Volk und Zeit, Karlsruhe 1948.